# Juan Fernando Arango Sáenz
Juan Fernando Arango Sáenz   (Maracay, 17 de maig de 1980) és un futbolista veneçolà que actualment juga al Club Tijuana i exjugador de la selecció veneçolana.
Actualment és el màxim golejador en la història de la selecció veneçolana amb 22 gols. Als setze anys va debutar com a professional a les files del Nueva Cádiz de Cumaná, dirigit llavors per César Farías. L'equip va ascendir a la primera divisió per a la següent temporada amb el nom de Zulianos Futbol Club. D'aquesta forma, Arango aconseguia jugar a la màxima categoria amb només 17 anys.

## Biografia
Des de petit va jugar en l'equip infantil C de la Universitat Central de Veneçuela a la qual va representar fins a la selecció sub 20. El 1996 debuta com professional als seus 16 anys en l'equip de segona divisió veneçolana Nueva Cádiz FC de Cumaná, equip que ascendeix a primera divisió la següent temporada sota el nom Zulianos FC.
De l'Estudiantes de Mérida passa al Caracas FC on va jugar solament per sis mesos doncs va aconseguir contracte amb l'equip mexicà Club de Fútbol Monterrey. En el 2002 fitxa pel Club de Fútbol Pachuca on es va quedar fins al torneig clausura 2003. Per a l'obertura del mateix any, fitxa pel Puebla Fútbol Club.
En el 2004 firma amb el RCD Mallorca. La temporada 2004-2005 marca 6 gols per al seu equip i en la 2005-2006 marca 11 gols essent el màxim golejador del seu equip. També marcà el tercer millor gol de la temporada 2005-2006 contra la Reial Societat i va estar entre els candidats al gol del segle xxi.
L'11 de març de 2007 complí el seu partit número 100 amb el RCD Mallorca contra la Reial Societat amb resultat d'1 a 3 a favor de la Reial disputant els 90 minuts.
El 2009 Arango fitxa pel Borussia Mönchengladbach.

### La colzada
En març del 2005 el RCD Mallorca rebia a casa el Sevilla FC quan a pocs minuts de començar el partit, el capità del Sevilla Javi Navarro en una forta topada li propina una fort colzada que ocasiona la sortida del terreny de joc d'Arango i és portat ràpidament a un hospital.
Juan Arango va arribar a estar a la vora de la mort, va sofrir tallades al llavi, fractura de pòmul i va estar uns dies en teràpia intensiva. A les dues setmanes de l'incident Juan Arango va retornar als camps.

### Internacional
Va debutar amb la selecció de futbol de Veneçuela en un partit amistós disputat contra Dinamarca el 27 de gener de 1999 a l'estadi José Encarnación "Pachencho" Romero de Maracaibo amb resultat d'1-1.
El seu primer gol en una Copa Amèrica fou en el seu partit onzè en Copa contra Uruguai el 7 de juliol de 2007 disputat a l'estadi Poliesportivo de Pueblo Nuevo de San Cristóbal amb resultat d'1 a 4 a favor de l'Uruguai, disputant els 90° minuts i marcant el gol en el minut 41r. de tir lliure.
Arango va anunciar després de l'empat 1-1 de Veneçuela amb Panamà que renunciava a la selección nacional veneçolana enmig de llàgrimes.
En total disputà 125 partits i va marcar 22 gols.